# Virgen del cuello largo
La Virgen del cuello largo (en italiano, La Madonna dal Collo Lungo), también conocida con la Virgen y el Niño con ángeles y san Jerónimo, es un cuadro del pintor manierista Italiano Parmigianino. Está realizado en óleo sobre lienzo. Mide 216 cm de alto y 132 cm de ancho. Se calcula que fue pintado entre el año 1534 y 1540, y actualmente se halla en la Galería de los Uffizi de Florencia, Italia. En el segundo escalón de la columnata está inscrito «Fato praeventus F. Mazzoli parmensis absolvere nequivit». Según el crítico Herbet Horne, no hay excelente belleza sin algo extraño y anormal en la forma.

## Descripción
Se trata de una Virgen con Niño, acompañados por ángeles. La pintura está inacabada debido a la muerte del autor, Parmigianino, en 1540. La Virgen se sienta en un alto pedestal y la envuelven ropas lujosas; sostiene en su regazo un Niño Jesús bastante grande. A su derecha son visibles seis ángeles que se agrupan en torno a la Virgen y que adoran a Cristo. El rostro inacabado del ángel en la parte inferior derecha (desde la perspectiva del espectador) puede verse más claramente en reproducciones recientes posteriores a la restauración de la pintura. Además, el ángel en el medio de la fila inferior actualmente mira al jarro que sostiene el ángel de su derecha, en el que puede verse la imagen de una cruz. Antes de la restauración, este ángel miraba hacia abajo, hacia el Niño Jesús. Los cambios que se realizaron durante la restauración probablemente reflejan la pintura original, que debe haberse alterado en algún momento de su historia. A la izquierda de la Virgen hay una escena enigmática, con una fila de columnas de mármol y la figura extremadamente delgada de san Jerónimo. El comitente había exigido una representación de san Jerónimo debido a la conexión del santo con la veneración a la Virgen María. La pintura recibe popularmente el nombre de «Virgen del cuello largo», debido a que «el pintor, en su impaciencia por hacer que la Virgen pareciera graciosa y elegante, le ha proporcionado un largo cuello, como el de un cisne». E. H. Gombrich analiza la composición, indicando que agrupa a varios ángeles a un lado, mientras que al otro está un espacio abierto con la figura del santo, con lo que se refleja la pretensión del pintor de ser poco ortodoxo. Esta composición se aparta de la solución clásica de perfecta armonía y equilibrio.
Parmigianino, perteneciente a la escuela manierista, distorsiona la naturaleza para conseguir sus mejores propósitos artísticos. La Virgen no tiene proporciones humanas, ya que sus dedos son largos y elegantes y casi tiene el doble del tamaño de los ángeles que hay a su derecha. Es de interés el pie derecho de la Virgen: descansa en cojines que parecen estar sólo a unos centímetros del plano pictórico, pero el pie en sí parece proyectarse más allá de él, y está por lo tanto en «nuestro» lado del lienzo, rompiendo las convenciones de un cuadro enmarcado. Jesús es también extremadamente grande para ser un bebé, y descansa precariamente sobre el regazo de María como si fuera a caerse en cualquier momento.